# Kostaryka na Zimowych Igrzyskach Olimpijskich 1984
Kostarykę na Zimowych Igrzyskach Olimpijskich 1984 reprezentowało trzech zawodników. Był to drugi start Kostaryki na zimowych igrzyskach olimpijskich.

## Skład reprezentacji

### Biathlon
| Zawodnik      | Konkurencja    | Czas      | Strzelanie | Miejsce |
| ------------- | -------------- | --------- | ---------- | ------- |
| Hernán Carazo | Sprint (10 km) | DNF       | DNF        | DNF     |
| Hernán Carazo | Bieg na 20 km  | 2:24:54.9 | 3+3+3+2    | 61.     |

### Biegi narciarskie
| Zawodnik     | Konkurencja   | Czas    | Miejsce |
| ------------ | ------------- | ------- | ------- |
| Arturo Kinch | Bieg na 15 km | 58:42.9 | 79.     |
| Arturo Kinch | Bieg na 30 km | DSQ     | DSQ     |

### Narciarstwo alpejskie
| Zawodnik       | Konkurencja   | Zjazd 1. | Zjazd 1. | Zjazd 2. | Zjazd 2. | Razem   | Razem   |
| Zawodnik       | Konkurencja   | Czas     | Miejsce  | Czas     | Miejsce  | Czas    | Miejsce |
| -------------- | ------------- | -------- | -------- | -------- | -------- | ------- | ------- |
| Eduardo Kopper | Slalom gigant | 1:49.35  | 70.      | 1:57.23  | 66.      | 3:46.58 | 65.     |
| Eduardo Kopper | Slalom        | 1:24.39  | 63.      | 1:18.94  | 44.      | 2:43.33 | 45.     |
| Arturo Kinch   | Slalom gigant | 1:57.84  | 79.      | 1:53.27  | 62.      | 3:51.11 | 67.     |